# Hybalus maroccanus
Hybalus maroccanus är en skalbaggsart som beskrevs av Rudolph Petrovitz 1964. Hybalus maroccanus ingår i släktet Hybalus och familjen Orphnidae. Inga underarter finns listade i Catalogue of Life.